# Evarcha pileckii
Evarcha pileckii là một loài nhện trong họ Salticidae.
Loài này thuộc chi Evarcha. Evarcha pileckii được Jerzy Prószyński miêu tả năm 2000.